# Джаки Милбърн
Джон Едуард Томпсън „Джаки“ Милбърн (на английски: John Edward Thompson 'Jackie' Milburn, роден на 11 май 1924 г. в Ашингтън, починал на 9 октомври 1988 г. в Ашингтън, е бивш английски футболист, нападател. Той е един от легендарните играчи на Нюкасъл и почти половин век държи рекорда за най-много отбелязани голове за тима във всички турнири (200), а със 178 гола само за първенство държи и до днес рекорда по този показател. Трикратен носител на ФА Къп и шампион на Северна Ирландия като играещ треньор на Линфийлд. Член на Английската футболна зала на славата.

## Клубна кариера
Въпреки че от дете е привърженик на Съндърланд, Милбърн участва на проби в големия враг Нюкасъл. Футболистите на проби играят мач срещу първия отбор и въпреки че на почивката губят с 3:0, в крайна сметка печелят с 9:3 с шест гола на Милбърн. Треньорът на отбора Стан Сеймур е очарован от видяното и успява да убеди бащата на Милбърн, че Нюкасъл е правилният избор за младежа. Все още в разгара на Втората световна война, той прави неофициален дебют на 28 август 1943 г. в мач от неофициалното първенство, заместващо суспендираната по време на войната Футболна лига. До подновявято на първенството Милбърн изиграва 95 мача и отбелязва 38 гола, като заради липса на играчи изиграва няколко мача и за Съндърланд и Шефилд Юнайтед като гостуващ футболист. Официален дебют за първия отбор прави на 5 януари 1946 г. при победата с 4:2 над Барнзли в мач за ФА Къп, за която отбелязва и два гола. Със своите 20 гола в 39 срещи през сезон 1947/1948, Милбърн, вече преместен от крилото на поста централен нападател, допринася за второто място във Втора английска дивизия и промоцията в Първа.
По време на първия си сезон в първа дивизия, Милбърн отново е най-добрият реализатор в състава с 19 гола. Нюкасъл завършва на четвърто място, въпреки че по Коледа е водач в класирането. Полемика предизвиква изявеното желание за трансфер от страна на играча, но след като бива убеден да остане, той признава, че е постъпил глупаво, защото негови колеги от националния отбор са му разказвали, че в други градове в страната могат да се изкарват добри пари и извън футболния терен. През лятото на 1949 г. Нюкасъл прави едномесечно турне в САЩ и Канада, а при пристигането местната преса засипва с похвали Милбърн, който оправдава очакванията и отбелязва 31 гола в 10 мача. В първенството Нюкасъл завършва на пето място, а Милбърн записва 19 гола за първенство и един за ФА Къп и е най-добрият голмайстор за отбора. Следващият сезон започва добре за „свраките“, които правят серия от десет мача без загуба и са считани за едни от фаворитите за титлата. След няколко слаби мача Нюкасъл отново набира скорост и след като се класира на финал за ФА Къп много специалисти предвиждат дубъл, защото няколко кръга преди края тимът е на шест точки зад лидера Тотнъм, но има три мача по-малко. Ръководството на отбора обаче залага всичко на финала за купата и Милбърн е един от титулярите, които получават почивка в мачовете за първенство преди мача на Уембли, а голяма част от останалите не се раздават на сто процента. Формата на отбора спада рязко и след няколко загуби остава на четвърто място в крайното класиране, а в деня на финала срещу Блакпул Нюкасъл вече не са считани за фаворити. Пресата и много специалисти и фенове наричат финала „Финала на Матюс“, очаквайки 36-годишният Стенли Матюс да спечели първата си ФА Къп, но Милбърн, по свои думи, е решен да развали купона му. През първото полувреме гол на Милбърн е несправедливо отменен, но след това само в рамките на пет минути той отбелязва два гола. Вторият е толкова красив, че една от звездите на Блакпул – Стан Мортенсен, забавя подновяването на играта, за да поздрави Милбърн, а след мача Стенли Матюс признава, че цялата заслуга за победата на Нюкасъл е на Милбърн, а вторият му гол е гол от друга планета, най-красивият, който той някога е виждал и гол, за който всеки футболист си мечтае. И този сезон Джаки Милбърн е най-точният стрелец на Нюкасъл – 17 гола за първенство и 8 за купата.
В началото на следващия сезон Милбърн пропуска няколко мача поради контузия, а когато е възстановен, той моли треньора да играе за дублиращия отбор, за да не наруши играта на отбора, който до момента се е справял добре и без него. Завръща се в игра за първия отбор в края на септември и до първата третина на януари вече има 16 гола на сметката си, а Нюкасъл отново е считан за фаворит за дубъл. Историята от миналия сезон обаче се повтаря и напредването в турнира за ФА Къп води до слабо представяне в първенството и едва 11 точки от 16 поредни мача. В турнира за купата Милбърн е сравнително „тих“ и отбелязва единствените си три гола в четвъртфинала срещу Портсмут. Нюкасъл печели купата след победа с 1:0 над Арсенал и става първият отбор през 20 век, който успешно успява да защити титлата си от предходната година. Милбърн отбелязва общо 29 гола във всички турнири – личен рекорд в рамките на един сезон, но този път топреализаторът на отбора е Джордж Робледо с 39. Серия контузии през сезон 1952/1953 не му позволява да запише повече от 16 мача, но в следващите сезони е на познатото си ниво, като през 1955 г. отново печели ФА Къп, отбелязвайки и гол в първата минута при победата с 3:1 на финала над Манчестър Сити.
През 1957 г. напуска Нюкасъл, за да стане играещ треньор на северноирландския Линфийлд, с който печели шампионската титла и купата на страната и става играч на годината и два пъти голмайстор на първенството. В периода 1960 – 1962 г. е играещ треньор на Йелсли в ниските нива на английския футбол.

## Кариера в националния отбор
За националния отбор дебютира на 9 октомври 1948 г. и записва общо 13 мача и 10 гола.

## Успехи
Нюкасъл
- Втора английска дивизия:
  - Вицешампион (1): 1948
- ФА Къп:
  - Носител (3): 1951, 1952, 1955

 Линфийлд (като играещ треньор)
- ИФА Премиършип:
  - Шампион (1): 1959
- Купа на Северна Ирландия:
  - Носител (1): 1960
  - Финалист (1): 1958

Индивидуални отличия
- Футболист на годината на Северна Ирландия: 1958
- Голмайстор на Северна Ирландия: 1958, 1959
- Член на Английската футболна зала на славата: 2006
- Почетен гражданин на Нюкасъл: 1980